# Oda (Sachsen)

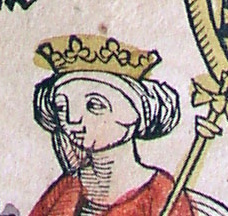
Oda von Sachsen (Abbildung aus einer Stammtafel der Ottonen in der Schedelschen Weltchronik, 1493)

Oda, auch Aeda (* um 805/806; † 17. Mai 913), war eine fränkische Adelige. Sie war bis 866 die Gemahlin des sächsischen Grafen Liudolf und gilt als Stammmutter des Adelsgeschlechts der Liudolfinger, aus dem die ottonischen Könige hervorgingen. Nach dem Tod ihres Ehemanns zog sie sich ins religiöse Leben zurück, vermutlich als Kanonissin im Stift Gandersheim, wo sie auch beigesetzt wurde. Sie soll ein bemerkenswert hohes Alter von 107 Jahren erreicht haben.

## Herkunft
Oda war eine Tochter des fränkischen princeps Billung und der Aeda, die oft mit der illegitimen Tochter Adalhaid des Königs Pippin von Italien gleichgesetzt wird. Eine Urkunde aus dem Jahr 885, die im Zusammenhang mit Odas Gründung des Klosters Kalbe steht, bezeichnet sie als:

„Oda comitissa, Pipini regis Italiæ ex filia neptis, Hliudolfi Ducis vidua“

In dieser umstrittenen Gründungsurkunde erscheint Oda, die Witwe Herzog Liudolfs (Hliudolfi Ducis vidua), als Enkelin (neptis) des Königs Pippin von Italien. Der Historiker Hlawitschka sieht in ihr eine spätere Fälschung, möglicherweise eine Erfindung von Johann Christoph Harenberg. Auch die behauptete Abstammung von König Pippin ist aus chronologischen Gründen problematisch. So erwähnt der fränkische Geschichtsschreiber Einhard, dass die älteste uneheliche Tochter von Pippin Adelaide im Jahr 798 zur Welt kam.
Als tatsächliche Gründerin des Klosters Kalbe gilt vermutlich Oda von Haldensleben, die später nach einer Entführung den polnischen Herzog Mieszko I. heiratete. Liudolf wird in der erwähnten Urkunde bereits als Herzog bezeichnet, obwohl er diesen Titel zu Lebzeiten wohl nie führte.
Odas Vater Billung entstammte vermutlich einer fränkischen Seitenlinie der Billunger und bekleidete offenbar eine bedeutende Position im Reich. Sein Titel princeps deutet auf die Zugehörigkeit zum hohen Adel hin, auch wenn die genaue Bedeutung dieses Titels unklar bleibt. Aeda dürfte nicht Pippins Tochter gewesen sein, könnte jedoch der Familie der Konradiner, beziehungsweise der Geroldonen entstammen.

## Leben

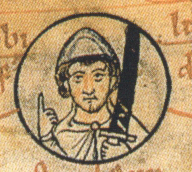
Der Gemahl von Oda, Liudolf von Sachsen (Abbildung aus einer Stammtafel der Ottonen in der Chronica St. Pantaleonis, 2. Hälfte des 12. Jahrhunderts)

### Ehefrau Liudolfs
Oda heiratete vergleichsweise spät, vermutlich um das Jahr 835, den sächsischen Grafen Liudolf. Sie brachte ihm im Jahr 840 wohl die erste Tochter namens Hathumod zur Welt, die 852 Äbtissin von Gandersheim wurde. Der älteste Sohn Odas war Brun, der Stammvater der Brunonen, der um 843 geboren ist. Oda bekam zehn weitere Kinder, von denen eine Tochter und zwei Söhne jung verstarben.
Nach den zeitgenössischen Berichten des Zeitgenossen Agius in seiner Vita Hathumodae und in der Hildesheimer Denkschrift hatte zuvor der Hildesheimer Bischof Altfrid, ein Vetter Liudolfs, das Paar dazu bewegt, mit Erlaubnis und einem Geleitschreiben König Ludwigs des Deutschen 845/46 eine Romwallfahrt zu unternehmen, um von Papst Sergius II. die Erlaubnis zur Einrichtung eines Frauenstiftes einzuholen. Dort erhielten sie die Reliquien der heiligen Päpste Anastasius und Innocentius, die bis heute die Titelheiligen der Stiftskirche sind.

Die Stiftskirche Gandersheim wurde schließlich von Oda und ihrem Gemahl zuerst 852 in Brunshausen gegründet, wo der Stiftsgründer Liudolf sowie Hathumod beigesetzt wurde. 856 wurde der Bau der Stiftskirche in Gandersheim begonnen. Nach 29 Jahren konnte der Konvent in die neue Stiftskirche einziehen. Liudolfs Leichnam wurde daraufhin in die Stiftskirche überführt. Das Stift erhielt vom König die Reichsunmittelbarkeit und diente unter anderem als Hauskloster der Liudolfinger.

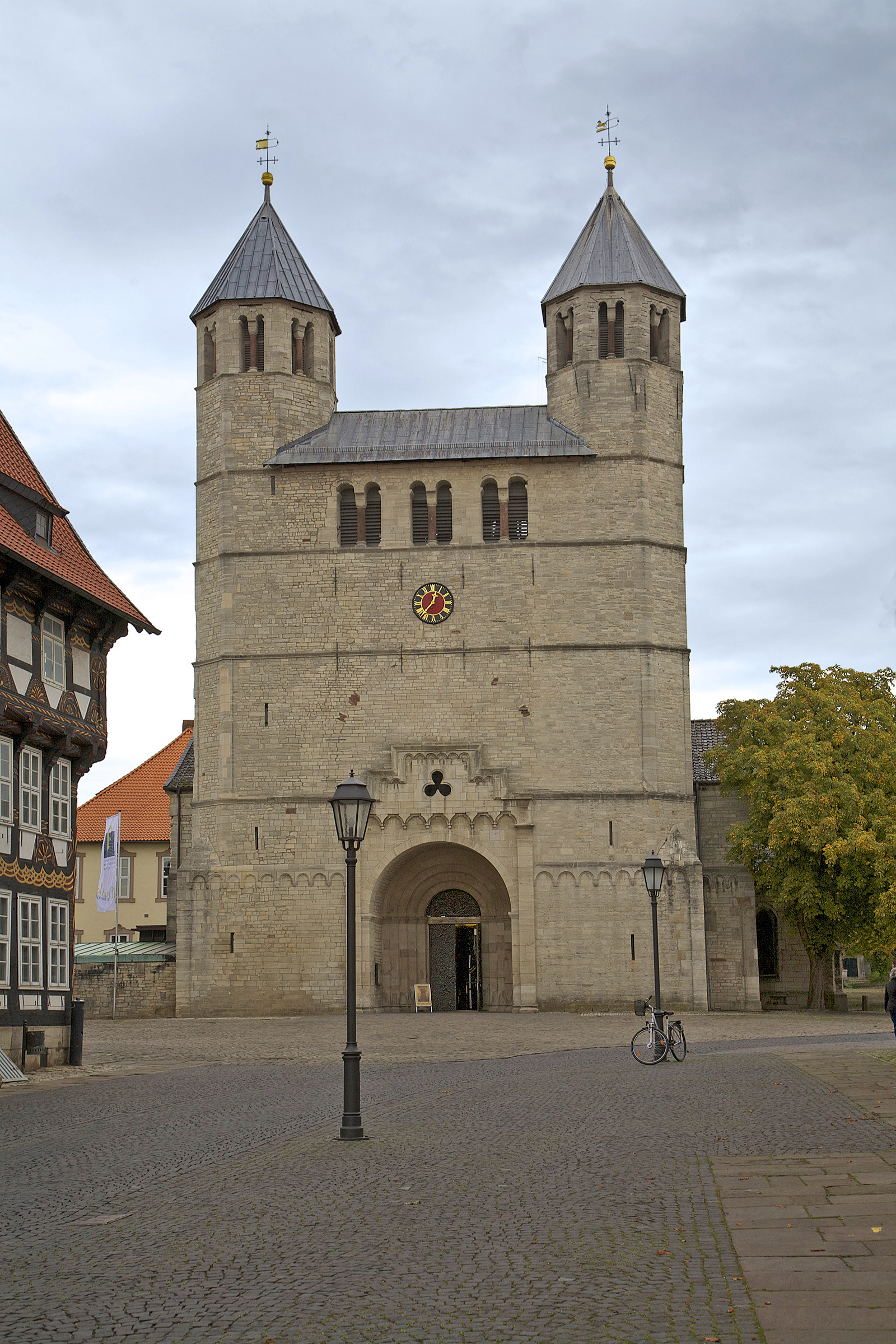
Die Stiftskirche in Bad Gandersheim

### Wirken als Geistliche
Nach dem Tod ihres Ehemanns im Jahr 866 zog sich Oda ins Kloster Gandersheim zurück, wo sie spätestens ab 891/892 als Nonne lebte. Ihre Töchter stellten zu Odas Lebzeiten nacheinander die Äbtissinnen von Gandersheim, zuletzt Christina I. († 1. April 919), die als einziges Kind Oda überlebte. Oda hatte während ihrer Zeit als Nonne ihrem Sohn Otto nach Kräften geholfen, die Familienstiftung der Ludolfinger zu vollenden und Ruhm und Glanz zu führen. Das Gandersheimer Kloster hatte sich nicht nur zu einer Versorgungseinrichtung für die weiblichen Familienmitglieder entwickelt, es war auch zum Hort des Geistes und der Wissenschaft aufgestiegen.
Oda starb nur wenige Monate nach dem Tod ihres Sohnes Otto am 17. Mai 913 mit 107 Jahren, womit sie alle ihre Kinder, ausgenommen Christina, überlebte.

## Nachkommen
Nach den Angaben in Hrotsvits Primordia und der Lebensgeschichte der Äbtissin Hathumod hatte das Paar elf oder zwölf Kinder, von denen acht namentlich bekannt sind.
- Hathumod, (* 840; † 29. November 874), seit 852 Äbtissin von Gandersheim, begraben in Brunshausen
- Brun, (* um 843; † 2. Februar 880), seit 877 Graf
- Otto I. der Erlauchte, (* um 845; † 30. November 912) ⚭ um 870[3] Hadwig (Hathui), (* um 850; † 903), Tochter des Heinrich ducis austriacorum (Popponen)
- Gerberga, (* um 846; † 5. September 896 oder 897), seit 874 Äbtissin von Gandersheim
- Christina (* um 850; † 1. April wohl 919 oder 920), seit 896 oder 897 Äbtissin von Gandersheim, begraben in der Stiftskirche Gandersheim
- Oda (auch Enda, * um 853; † vor 874) ⚭ Lothar I. († 2. Februar 880 bei Ebstorf), Stammvater der Udonen
- Liutgard, (* um 855; 877 bezeugt; † 17. oder 30. November 885), begraben in Aschaffenburg ⚭ vor dem 29. November 874 Ludwig III. der Jüngere, König der Ostfranken, († 20. Januar 882) (Karolinger)
- Thankmar (* um 858; † 878), seit 877 Abt des Klosters Corvey
- eine weitere Tochter und noch zwei oder drei Söhne, die jung verstarben.

Nach Oda wurde ihre Enkelin Oda von Sachsen († 953 im hohen Alter von 78 Jahren) benannt, die am 13. Juni 897 den Karolinger König Zwentibold von Lotharingen heiratete. Als dieser im Gefecht gegen den Grafen Gerhard von Metz aus dem Hause der Matfrieden fiel, heiratete Oda noch im gleichen Jahr Gerhard Mosellensis († 22. Juni 910), der ihren Mann besiegt hatte. Mit Gerhard hatte sie vier Kinder, darunter auch eine Uda (Oda), die den Grafen Gozelo aus dem Hause der Wigeriche heiratete. Über diese Verwandtschaftlichen Beziehungen verbreitete sich der Name Oda in diesen fränkischen Adelsgeschlechtern weiter und wurde auch in Sachsen geläufiger.